# Hecates Tholus
Hecates Tholus est un volcan situé sur la planète Mars par 32,1° N et 150,2° E dans le quadrangle de Cebrenia. Large d'à peu près 180 km, il culmine à environ 4 500 m d'altitude au-dessus du niveau de référence martien et d'environ 6 000 m au-dessus d'Elysium Planitia. Ce volcan possède une petite caldeira sommitale d'environ 13 km de diamètre et d'à peine 500 m de profondeur, ainsi qu'une caldeira latérale plus récente d'environ 10 km de large. Ses flancs sont convexes, avec une pente variant de 6° à 3° de la base au sommet.

## Géographie et géologie
Hecates Tholus se trouve au nord nord-est d'Elysium Mons, au nord d'Elysium Planitia, seconde province volcanique de Mars, qui regroupe également Albor Tholus au centre et Apollinaris Mons à l'extrême sud-est.
|                                           |  |                                                         |
| Topographie d'Hecates Tholus par le MOLA. |  | Hecates Tholus vu par la MOC de MGS le 27 octobre 2003. |

Les terrains les plus anciens ont été datés sur les flancs d'Hecates Tholus autour de 3,4 Ga, indiquant que le volcan se serait formé au plus tard à cette date. La caldeira sommitale a par la suite connu au moins trois épisodes volcaniques, le principal autour de 1 Ga et deux épisodes mineurs, sans effet sur les flancs, datés d'environ 300 Ma et 100 Ma.
La HRSC de la sonde Mars Express a par ailleurs découvert une seconde caldeira, située à l'ouest nord-ouest presque à la base du dôme, ayant un diamètre de 10 km et correspondant à une éruption datée d'environ 350 Ma. Cette campagne d'observations a également permis d'identifier de récents dépôts glaciaires dans la caldeira et les dépressions voisines, datées de moins de 25 Ma, ce qui serait en phase avec une période de plus forte obliquité suggérée à cette époque par diverses observations similaires à la surface de la planète.
Compte tenu de la morphologie de l'édifice, en forme de dôme aux pentes décroissantes de la base au sommet, il pourrait s'agir d'un stratovolcan, de nature similaire à Albor Tholus.